# Richard F. Hartl
Richard Fritz Hartl (* 15. September 1956 in Wien) ist ein österreichischer Wissenschaftler auf dem Gebiet der Betriebswirtschaftslehre. Er ist Universitätsprofessor für Produktion und Logistik an der Universität Wien.

## Leben
Hartl studierte Technische Mathematik an der Technischen Universität Wien, wo er 1980 promoviert wurde und sich 1987 habilitierte.

## Werk
Er hat in namhaften Fachzeitschriften publiziert, darunter in Computers & Operations Research, im European Journal of Operational Research und in Operations Research Spectrum.
Beim Handelsblatt Betriebswirte-Ranking 2009, das die Forschungsleistung von 2100 Betriebswirten in Deutschland, Österreich und der deutschsprachigen Schweiz gemessen an der Qualität der Publikationen seit 2005 analysiert, erreichte er Platz 12.